# Frances O’Connor
Frances O’Connor (ur. 12 czerwca 1967 w Wantage) – australijska aktorka pochodzenia brytyjskiego.

## Filmografia
- 2014: Dawno, dawno temu jako Colette
- 2005: Three Dollars
- 2005: Poetic Unreason jako Laura Riding
- 2004: Piccadilly Jim
- 2004: Book of Love jako Elaine
- 2004: Uwięziona we śnie (Lazarus Child, The)
- 2004: Niezłomne (Iron Jawed Angels) jako Lucy Burns
- 2003: Linia czasu (Timeline) jako Kate Erickson
- 2002: Szyfry wojny (Windtalkers) jako Rita
- 2002: Dressing ‘AI’
- 2002: AI: A Portrait of David jako ona sama
- 2002: Bądźmy poważni na serio (Importance of Being Earnest, The) jako Gwendolen Fairfax
- 2001: A.I. Sztuczna inteligencja (Artificial Intelligence: AI) jako Monica Swinton
- 2000: Zakręcony (Bedazzled) jako Alison/Nicole
- 2000: Madame Bovary jako Emma Bovary
- 2000: Wszystko o Adamie (About Adam) jako Laura
- 1999: Mansfield Park jako Fanny Price
- 1998: Rąbek duszy (Little Bit of Soul, A) jako Kate Haslett
- 1997: Kiss or Kill jako Nikki
- 1997: Dzięki Bogu spotkał Lizzie (Thank God He Met Lizzie) jako Jenny
- 1996: Shark Bay jako dr Jane
- 1996: Love and Other Catastrophes jako Mia
- 1995: Bathing Boxes jako Druga kobieta
- 1994: Halifax f.p: The Feeding jako Frances
- 1993-1994: Law of the Land jako dziennikarka